# 3-Way (The Golden Rule)
Singles par Justin Timberlake
Motherlover
(2011) Suit and Tie
(2013)
Singles par Lady Gaga
The Edge of Glory
(2011) Yoü and I
(2011)
3-Way (The Golden Rule) est une chanson du groupe de musique humoristique américain The Lonely Island à propos du triolisme en featuring avec les artistes pop américains Justin Timberlake et Lady Gaga. Elle a été créée pour un SNL Digital Short dans l'épisode du 21 mai 2011 de la série-sketch télévisée Saturday Night Live (SNL), et dans lequel Timberlake et Gaga étaient les présentateurs et invités musicaux, respectivement. La chanson est sortie en tant que single le 24 mai, trois jours après la diffusion .

## Liste des pistes
- Téléchargement digital

1. 3-Way (The Golden Rule) – 2:51

## Classement hebdomadaire
| Classement (2011)                           | Meilleure position |
| ------------------------------------------- | ------------------ |
| Corée du Sud (Gaon Chart)                   | 13                 |
| États-Unis (Bubbling Under Hot 100 Singles) | 3                  |